# Katastrofa lotu United Airlines 811
Incydent w czasie lotu United Airlines 811 – katastrofa lotnicza, która miała miejsce 24 lutego 1989 roku. W czasie lotu z Honolulu na Hawajach do Auckland w Nowej Zelandii nastąpiło oderwanie przednich drzwi luku bagażowego. W wyniku dekompresji kilka rzędów foteli wraz z 9 pasażerami zostało wyssanych z samolotu, a 38 pasażerów rannych.

## Przebieg wydarzeń

### Start i wznoszenie
O godzinie 01:52 czasu lokalnego Boeing 747-122 linii United Airlines, lot 811 wystartował z międzynarodowego lotniska w Honolulu z 337 pasażerami i 18 członkami załogi na pokładzie. Za sterami siedziało trzech pilotów: kapitan David Cronin, pierwszy oficer Al Slater i mechanik pokładowy Mark Thomas. 150 km na wschód od samolotu szalała burza, więc piloci postanowili zwiększyć pułap do 10 000 m, aby ją ominąć. W czasie wznoszenia występowały turbulencje, w związku z tym kapitan postanowił pozostawić sygnalizator „zapiąć pasy” włączony. Ta decyzja uratowała później życie wielu pasażerom.

### Oderwanie drzwi i dekompresja

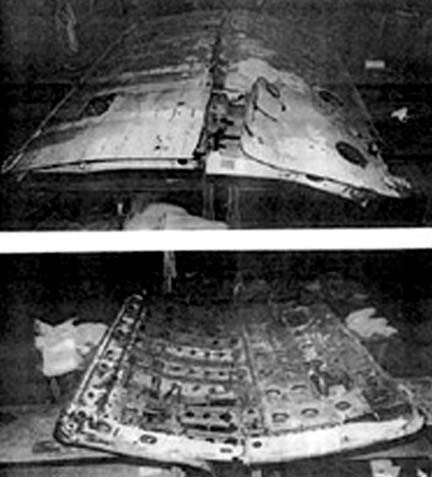
Drzwi bagażowe R5, które zostały wyrwane w czasie lotu 811

Po 16 minutach lotu, o 02:08 czasu lokalnego, na wysokości między 22.000 a 23.000 stóp (6.700 – 7.000 m) w sekcji klasy biznes słyszalny był zgrzyt, a półtorej sekundy później trzask, który wstrząsnął całą maszyną. Nastąpiło niespodziewane otwarcie i oderwanie drzwi bagażowych R5. W wyniku różnicy ciśnień podłoga powyżej drzwi luku zapadła się co spowodowało wyssanie kilku rzędów foteli (8G-12G, 8H-12H oraz pojedynczego 9F), a w rezultacie śmierć 9 pasażerów: Anthony i Barbara Fallon, Harry i Susan Craig, Lee Campbell, dr J Michael Crawford, Swan John, Mary Rose i Handley Harley-Desso. Szefowa obsługi – Laura Brentlinger o mało nie padła ofiarą ogromnego pędu powietrza. Trzymała się poręczy schodów, co uratowało ją przed wyssaniem.
Samolot został poważnie uszkodzony, w kadłubie powstała rozległa dziura. W wyniku dekompresji został uszkodzony awaryjny system tlenowy, którego elementy były ulokowane nad oderwanymi drzwiami. Ponadto pęd powietrza zerwał zwisające z sufitu awaryjne maski tlenowe. Na wysokości blisko 7.000 m zaczęło brakować tlenu. 2 minuty po dekompresji piloci rozpoczęli awaryjne schodzenie na wysokość, na której można będzie normalnie oddychać, wykonując jednocześnie zwrot o 180 stopni w lewo i przygotowując się do awaryjnego lądowania na lotnisku w Honolulu.

### Uszkodzenie silników nr 3 i 4

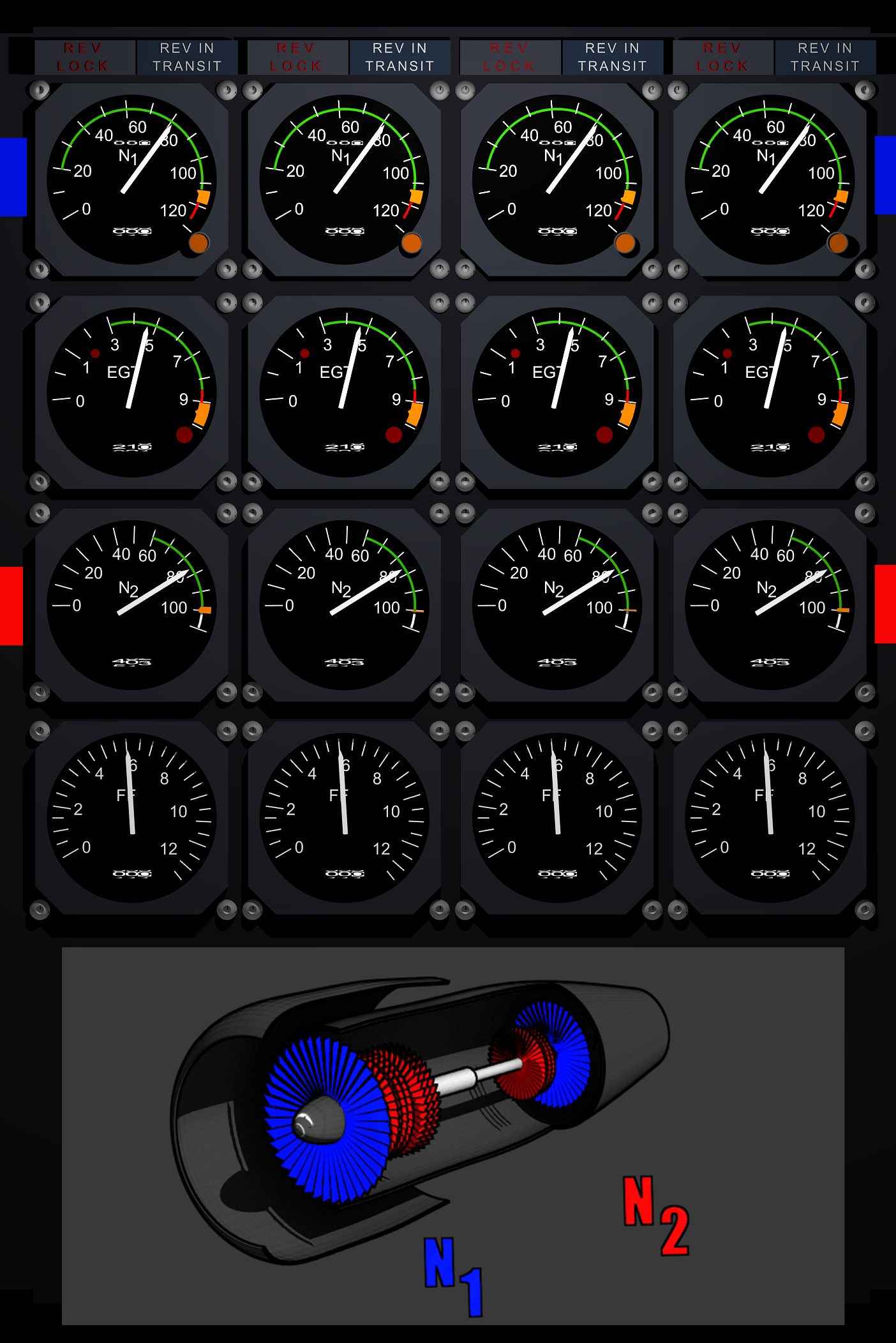
Ilustracja pokazuje położenie N_{1} i N_{2} w silniku turbowentylatorowym oraz schemat EPR i EGT dla wskaźników N_{1} i N_{2}.
W silnikach lotniczych, podobnie jak w silnikach samochodowych, prędkość obrotowa monitorowana jest za pomocą tachometru. Jednak w przeciwieństwie do silników tłokowych wiele silników turbinowych posiada kilka obracających się zespołów, nazywanych szpulami, które mogą obracać z różną prędkością, co wymaga zastosowania kilku tachometrów. Tachometry te są określane jako N_{1} i N_{2}.

Odłamki wyssane z samolotu w czasie dekompresji uszkodziły silniki nr 3 i 4, powodując pożar obu z nich. Piloci mogli odczytać ze wskaźników, że silniki numer 3 i 4 nie funkcjonują prawidłowo, nie mogli jednak w pełni ocenić uszkodzeń, gdyż z kokpitu nie widać jednostek napędowych, tymczasem kilkumetrowe płomienie ciągnęły się za dwoma silnikami. Załoga nie otrzymała żadnego ostrzeżenia o płonących silnikach, choć silnik nr 3 wytwarzał intensywne wibracje. Nie było odczytu N1, a EGT i EPR wskazywały bardzo niską wartość, co skłoniło załogę do wyłączenia uszkodzonego silnika. Wibracje ustały.
O godzinie 02:10 czasu lokalnego pilot zgłosił sytuację krytyczną, po czym rozpoczęto procedurę awaryjnego zrzucania paliwa w celu zmniejszenia masy samolotu do dopuszczalnej masy podczas lądowania. Początkowo piloci starali się wykorzystać jak najwięcej mocy z uszkodzonego silnika numer 4, ponieważ przy obecnej masie i dwóch silnikach nie zdołaliby utrzymać się w powietrzu. Kapitan ustawił silniki numer 1, 2 i 4 na maksimum mocy, aby przyspieszyć zejście samolotu na niższy pułap, jednakże w takiej konfiguracji maszyna mogła pozostać maksymalnie 2 minuty. Piloci zauważyli prawie zerowy odczyt N1 oraz wysokie EGT (co powodowane było przez płomienie, wydobywające się spomiędzy łopatek wirnika) dla silnika numer 4, więc go wyłączyli. Szczątki wyrzucone na skutek dekompresji spowodowały uszkodzenie slotów (elementów mechanizacji na krawędzi natarcia samolotu) oraz wygięcie statecznika poziomego. Odłamki uderzyły nawet w statecznik pionowy samolotu, znajdujący się na ogonie, nie powodując jego uszkodzeń. W trakcie śledztwa NTSB znalazła ludzkie szczątki pomiędzy łopatkami silnika numer 3 dowodzące, że przynajmniej niektóre z osób wyssanych z samolotu poniosły natychmiastową śmierć.
Podczas obniżania lotu kapitan Cronin poprosił inżyniera pokładowego Thomasa, aby nakazał stewardesom przygotować samolot i pasażerów do lądowania awaryjnego. Ten niestety nie mógł skontaktować się z załogą, więc zapytał kapitana o zgodę na zejście do kabiny pasażerów, aby zobaczyć co się stało i ocenić straty. Cronin wyraził zgodę. Thomas zszedł na dół i ujrzawszy ogromną dziurę poszyciu z prawej strony kadłuba wywnioskował, że doszło na pokładzie do eksplozji bomby. Wyraźnie blady i zaszokowany wrócił do kabiny pilotów i podzielił się obserwacjami z resztą załogi. Dodał, iż przy obecnym stanie maszyny niemądre byłoby przekraczanie prędkości przeciągnięcia o więcej niż minimalny margines.

### Obniżanie pułapu i lądowanie
Gdy samolot zbliżał się do lotniska, piloci wypuścili podwozie. Klapy zostały wysunięte tylko częściowo z powodu uszkodzeń, spowodowanych odłamkami samolotu. Taka konfiguracja zwiększała prędkość lądowania do 190-200 węzłów (350–370 km/h). Pomimo niebezpieczeństwa, 14 minut po ogłoszeniu sytuacji krytycznej, kapitanowi Croninowi udało się zatrzymać samolot przed końcem pasa startowego. Ewakuacja przebiegła bardzo sprawnie i w ciągu 45 sekund ocaleli pasażerowie i wszyscy członkowie załogi byli bezpieczni, chociaż niektórzy odnieśli drobne obrażenia, zaczynając od zadrapań, a kończąc na zwichniętym ramieniu.

## Przyczyna
Wypadek spowodowany został przez wadliwe okablowanie oraz defekty w projekcie drzwi luku bagażowego, które w Boeingu 747 zostały skonstruowane w taki sposób, żeby otwierały się na zewnątrz, co zwiększało ładowność, ale wymagało mechanizmu zamykającego i blokującego drzwi. Już we wczesnych latach 70. XX wieku mechanizm ten został uznany za słaby punkt w samolocie DC-10. Pomimo wielu ofiar śmiertelnych, które zginęły we wcześniejszych katastrofach DC-10, spowodowanych otwarciem się drzwi bagażowni (np. katastrofa lotu Turkish Airlines 981) w locie oraz wczesnych prób rozwiązania problemu przez Boeinga, przemysł lotniczy nie uznał tej usterki za poważne zagrożenie. W rzeczywistości, w każdej chwili różnica ciśnień i siły aerodynamiczne mogły spowodować oderwanie się drzwi.

## Skutki
Po wypadku NTSB nakazało wymianę wadliwych mechanizmów we wszystkich Boeingach 747-100. Inne zalecenie sugerowało wymianę wszystkich drzwi bagażowych na otwierające się do wewnątrz, aby nie mogły się otworzyć pod wpływem różnicy ciśnień. Żaden podobny incydent nie miał potem miejsca, choć śledztwo nie wyklucza możliwości wystąpienia podobnej usterki w innych, starych modelach Boeinga.
W 1989 załoga lotu 811 otrzymała odznaczenia za wykazanie się odwagą w ich działaniach. United Airlines przeprowadziła symulację wypadku w symulatorach lotu. Pomimo wielu prób, żadnej załodze nie udało się bezpiecznie wylądować samolotem po utracie przednich drzwi luku bagażowego.
Obie części drzwi bagażowych R5 zostały wydobyte z Oceanu Spokojnego 26 września oraz 1 października 1990 roku.
W 1989 samolot został naprawiony i przerejestrowany na N4724U. Wrócił do służby w United Airlines w 1990. W 1997 został sprzedany dla Air Dabia i zarejestrowany jako C5-FBS. Eksploatację samolotu zakończono podczas gruntownego przeglądu na międzynarodowym lotnisku w Plattsburgh, a w 2004 roku został rozebrany na części zapasowe.